# Gatika
Gatika är en kommun i Spanien. Den ligger i Biscayaprovinsen i den autonoma regionen Baskien i norra delen av landet, 300 km norr om huvudstaden Madrid. Antalet invånare är 1 633 (2024). Arean är 17,29 kvadratkilometer. Gatika gränsar till Mungia, Loiu, Laukiz, Plentzia, Lemoiz och Maruri-Jatabe. 